# Julija Popowa
Julija Popowa (ros. Юлия Попова; ur. 29 kwietnia 1988 r. w Rostowie nad Donem) – rosyjska wioślarka.

## Osiągnięcia
- Mistrzostwa Świata Juniorów – Amsterdam 2006 – ósemka – 4. miejsce[1].
- Mistrzostwa Europy – Montemor-o-Velho 2010 – ósemka – 5. miejsce[1].